# 菱叶蚬木
菱叶蚬木（学名：Excentrodendron rhombifolium）为锦葵科蚬木属的植物，是中国的特有植物。分布于中国大陆的广西等地，生长于海拔200米至1,300米的地区，常生长在石灰岩的常绿林里，目前尚未由人工引种栽培。